# 使命召唤 (游戏)
《決勝時刻》是一款以二戰为背景的第一人稱射擊遊戲，採用了重返德軍總部遊戲引擎的升級版（即再次強化過的雷神之錘III引擎）。遊戲劇情分別以美蘇英三個不同身份的軍人在不同戰場抗擊納粹的角度展開，以解放柏林結束。
《決勝時刻》和當時市面上多數第一人稱射擊遊戲不同的是，為了營造更真實的戰場環境，遊戲過程中角色身邊大多時候都有著跟隨玩家一起衝鋒並可以互動的戰友以帶給玩家一種沉浸式體驗，同時遊戲中個別劇情的演繹不乏對好萊塢大片經典片段的致敬復刻。此設定也成為了未來《決勝時刻》系列的一個重要賣點之一並為決勝時刻打下了良好的口碑。
《決勝時刻》的發售時間為2003年10月29日，開發工作由Infinity Ward進行，並由Activision負責出版。Mac OS X版的決勝時刻由Aspyr進行移植。2004年底，N-Gage版本的決勝時刻是由Nokia開發並由Activision出版。之後其它版本也陸續釋出，有典藏版（原聲帶與攻略）、年度最佳遊戲版（內含遊戲更新）以及豪華版（美國豪華版內容則是資料片和原聲帶，而歐洲豪華版內容則移除原聲帶）。
決勝時刻國際中文版於2003年12月25日在台發售，由松崗科技代理發行；中国大陆首先于2004年1月发行英文版，简体中文版则由上海育碧制作并于2004年7月14日发行。

## 遊戲人物
- 美國101空降師二等兵馬汀
- 英國第6空降師中士
- 蘇聯紅軍步兵師上士亞歷士

## 單人模式
共12個任務，分為美軍、英軍和蘇軍的戰役。
| 發生國家 | 發生地點                              | 著名戰役                         | 備註 |
| -------- | ------------------------------------- | -------------------------------- | ---- |
| 美国     | 托科阿                                | -                                | 訓練 |
| 法國     | 圣梅尔埃格利斯                        | 諾曼地登陸                       |      |
| 法國     | 布雷库尔                              | 布雷庫爾莊園襲擊；諾曼地登陸之一 |      |
| 納粹德國 | 北石灰岩山脉                          |                                  |      |
| 奥地利   | 施特拉斯霍夫                          |                                  |      |
| 法國     | 卡昂入海運河                          | 諾曼地登陸、飛馬橋               |      |
| 納粹德國 | 瓦尔代克-弗兰肯贝格县（埃德尔湖大坝） |                                  |      |
| 挪威     | -                                     | -                                | 船上 |
| 苏联     | 窩瓦河                                | 史達林格勒戰役                   | 碼頭 |
| 苏联     | 伏爾加格勒                            | 史達林格勒戰役                   | 市區 |
| 波蘭     | 華沙                                  | 柏林戰役的一環                   |      |
| 波蘭     | 奧得河                                | 柏林戰役的一環                   | 坦克 |
| 比利时   | 巴斯托涅                              |                                  |      |
| 納粹德國 | 施泰因富特                            |                                  |      |
| 納粹德國 | 柏林                                  | 柏林戰役的一環                   |      |

## 多人模式
註：直至當今官方多人服務器依舊開放
目前共有6個多人遊戲模式：
- 殊死戰，所有人各自為國，除了自己，其他玩家都是敵人
- 團隊殊死戰，玩家選擇團隊後，進行團隊對戰
- 搶旗賽模式，搶奪旗子之後回到重生點可得到分數，死亡的話，旗子會掉在原地
- 炸彈設置模式，找到目標後，放置炸彈，並等待爆炸，期間如果有敵方玩家拆除掉炸彈，就會失敗
- 敵後行動，少數玩家對上多數玩家的對戰模式

## 外部連結
- 官方網站 （页面存档备份，存于）